# Relations entre l'Égypte et Israël
Les relations entre l'Égypte et Israël sont des relations internationales s'exerçant entre la République arabe d'Égypte et l'État d'Israël. L'état de guerre entre les deux pays qui remonte à la guerre israélo-arabe de 1948-1949 s'est achevé en 1979 avec la signature du traité de paix israélo-égyptien, un an après les accords de Camp David.

## Histoire des relations israélo-égyptiennes

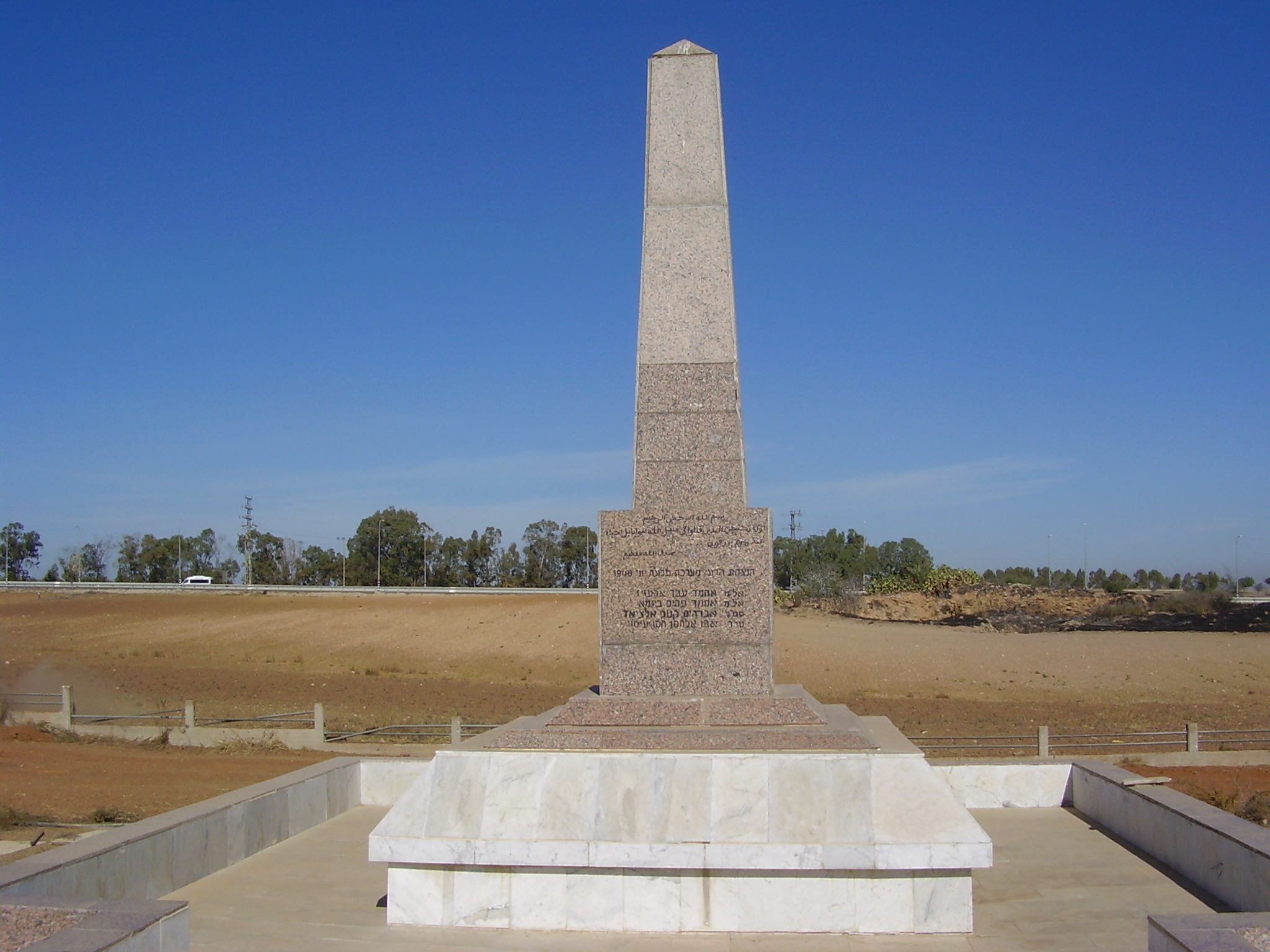
Mémorial de l'armée égyptienne en Israël.

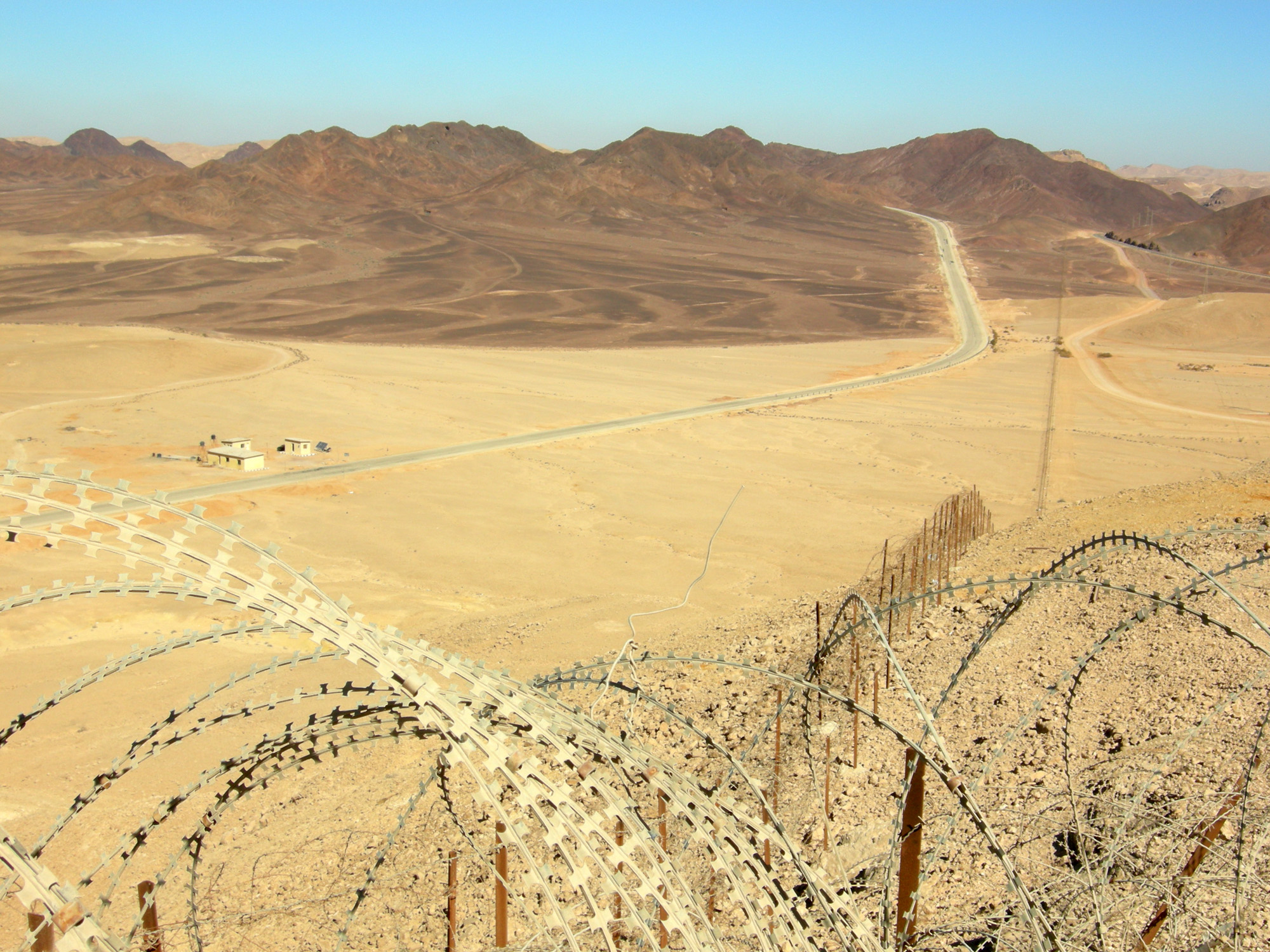
La frontière israélo-égyptienne près d'Eilat en 2008.

Des relations diplomatiques sont formellement établies le 21 février 1980 après le traité de paix. L'Égypte dispose d'une ambassade à Tel Aviv et un consulat à Eilat tandis qu'Israël dispose d'une ambassade au Caire et d'un consulat à Alexandrie.
Leur frontière commune dispose de deux points de passage officiels, un à Taba et un autre à Nitzana (uniquement pour les échanges commerciaux).
Bien que les deux pays aient signé un traité de paix, celui-ci est décrit comme une « paix froide » dans la mesure où les tensions restent relativement fortes. L'ambassadeur égyptien en Israël a été ainsi rappelé en 1982, en 1988, en 2001 puis en 2005 lors de la seconde Intifada. En 2003, des drones de l'armée égyptienne violent l'espace aérien israélien et volent au-dessus des centres de recherches nucléaires à Nahal Sorek et à la base aérienne de Palmachim. Israël réagit en menaçant de les abattre.
Le principal point de discorde reste par ailleurs le blocus de la bande de Gaza : après la révolution égyptienne de 2011 et la chute d'Hosni Moubarak, le nouveau gouvernement égyptien a décidé d'ouvrir le poste-frontière de Rafah avec Gaza.
Israël a affiché son soutien au coup d'État du 3 juillet 2013, et a utilisé son influence sur les États-Unis pour éviter des sanctions à l'Égypte.
En 2016, on assiste à un réchauffement relatif des relations entre Israël et l’Égypte, avec notamment la réouverture des ambassades, des échanges de prisonnier, et des accords militaires.

### Lutte contre les islamistes
À la suite de l'insurrection du Sinaï en 2011 par des groupes armés islamistes, Israël a annoncé la construction d'une barrière de 5 mètres de haut le long de quelque 240 kilomètres de frontière avec l'Égypte, terminée en 2013,. Israël a toutefois a plusieurs reprises salué « les efforts de l'armée égyptienne pour lutter contre le terrorisme dans le Sinaï ». Sur les quelque quinze principaux groupes terroristes opérant dans le désert du Sinaï, les groupes terroristes les plus dominants et actifs ont des relations étroites avec la bande de Gaza. L'Armée de l'Islam, figurant sur la liste des organisations terroristes des États-Unis et basée dans la bande de Gaza, est responsable de l'entraînement de fourniture d'armes à nombreuses organisations terroristes djihadistes dans le Sinaï. Mohammed Dormosh, leader de l'Armée de l'Islam, est connu pour ses liens étroits avec la direction du Hamas. L'Armée de l'Islam forme ainsi des djihadistes qui retournent ensuite dans la péninsule du Sinaï pour s'engager dans des activités terroristes et djihadistes.
Les relations entre l'Égypte et Israël se sont largement améliorées après le coup d'État du 3 juillet 2013. Certains observateurs soupçonnent même Israël de bombarder des militants anti-régime dans le Sael et l'armée égyptienne de couvrir Israël en niant l'existence de ces bombardements ou en les revendiquant.
Le renversement de Mohamed Morsi par Abdel Fattah al-Sissi provoque une recrudescence de la violence au Sinaï, réprimée avec difficulté par le gouvernement égyptien qui se rapproche d'Israël avec qui il partage l'objectif de lutter contre les islamistes. Les deux pays nouent une coopération étroite dans les domaines militaire et du renseignement, sans pour autant normaliser leurs relations, le sujet étant encore très tabou pour l'opinion publique égyptienne.
En janvier 2019, interrogé par un journaliste de CBS lui demandant si cette coopération était la plus étroite qui ait jamais existé entre les deux anciens ennemis, le président égyptien Abdel Fattah al-Sissi lui déclare : « C’est exact ».

## Relations économiques
Selon l'Israel Export & International Cooperation Institut, 117 entreprises israéliennes ont exporté leurs produits en Égypte en 2011 pour un montant total de 236 millions de dollars US.